# Jazz Record (Label)
Jazz Record war ein 1946 bis 1947 bestehendes Jazz-Label von Art Hodes.
Art Hodes brachte die Aufnahmen, die meist unter seiner Leitung in den Jahren 1940 bis 1947 entstanden, im Rahmen seines Magazins Jazz Record heraus. 1947 kam die letzte Platte heraus. Die Rechte wurden 1980 von George H. Buck für sein Label Jazzology erworben.
Unter den Aufnahmen sind sechs Piano-Solos von Hodes, Aufnahmen von Hodes mit einem Quintett von 1940 (außer Hodes mit George Brunies trb, Rod Cless, cl, Joe Grauso dr),  acht Aufnahmen mit einem Sextett 1946 (mit Henry Clay Goodwin tr, George Lugg trb, Cecil Scott cl, Pops Foster b, Kaiser Marshall dr) und vier Trio Aufnahmen (mit Pops Foster, Baby Dodds dr).
Das Label war eines der Ersten, die von einem Jazzmusiker selbst gegründet wurden.